# バゴー
バゴー（ビルマ語: ပဲခူး(မြို့)、ALA-LC翻字法: Pai khū" (mrui')、IPA: /pəɡó (mjo̰)/; Bago）は、ミャンマー（ビルマ）の都市。バゴー地方域の中心都市。以前はペグーと呼ばれた。古い呼び名はハンターワディー（ビルマ語: ဟံသာဝတီ、ALA-LC翻字法: Haṃsāvatī、ビルマ語発音: [hœ̀n̪t̪àwədì]; 英: Hanthawaddy; 参照: ハンターワディー王朝）という。人口は約22万人。

## 名称
白鳥が住むという伝承から「白鳥の町」を意味する名前が付き、モン族は Hamsawati、ビルマ族は Honthawati と呼んだ。9世紀のタトン王国の時代にこの町でタトンの王子がインドの軍隊に勝利した伝説が残り、町は王子の事績を記念して Upay（機知によって）kū（打ち破る）と命名された。のち地名は Paykū と簡略化され、さらに Pago に転訛した。ビルマ族は町を Bogō、Pago と呼び、マレー人は Pai-gu と呼んだ。モン語の碑文には Bago の名前で現れる。
ほか、町はインドのオリッサと同一の語である Ussāla の古名でも呼ばれ、海路を経てインドから移民が到来したことを意味する。漢文史料では白古と表記される。
大航海時代以降に町の名前はポルトガルを通してイギリスに伝わり、イギリス植民地時代にはペグー（Pegu）と呼ばれた。1991年に軍事政権によってペグーからバゴーに改名された。

## 歴史
言い伝えによると、西暦573年にタトンからやってきた2人の王女がバゴーを創設した。年代記に、8年間の説法の後、仏陀が弟子と共に、東南アジア諸国を回ったと記述されていた。その帰路でマルタバン湾を横切る際潮が引き、仏陀は2羽の黄金のツクシガモが、鳥の止まり木としては十分な海より突き出た土地の頂上に、メスがオスの上に乗りとまっているのを見た。不思議な現象を目撃して、仏陀は、彼の説で繁栄国家が広大な海の地域にいつか出現すると弟子に予言した。 仏陀の予言の約1500年後、その海の場所は浅くなり、居住が可能となっており、タトン王朝よりやって来たモン族によって植民されていた。そして、モン族は歴史上ホンサワトイ（モン語: ဟံသာဝတဳ; Hongsawatoi）として知られる国の最初の支配者となった。
町の歴史上の初期の記述は、西暦850年頃のアラブ人の地理学者イブン・フルダーズベによるものである。当時、モン族の首都はタトンに移っていた。この地域は1056年にビルマ族のパガン王朝の支配下に置かれる。13世紀末に元朝の攻撃によってパガン朝が衰退すると、モン族は再び独立した（ペグー王朝）。
低地ビルマにおいて、モン王朝は当初マルタバン、その後バゴーで設立した。ラーザーディリ王の統治下（在位1385年 – 1423年）で、ペグー王朝は北のアヴァ王朝との長期の戦争に突入した。平和的な女王シンソーブ（ビンニャー・チャンドー）の統治下（在位1453年 - 1472年）で、彼女は仏僧のダンマゼーディー（在位1472年 - 1492年）を後継者に選び、争いに終止符が打たれた。ダンマゼーディーの統治下で、バゴーは商業と上座部仏教の中心地となった。
1369年から1539年の間、ハンターワディーは Ramanadesa のモン王国の首都であった。この王朝は現在の低地ビルマをすべて支配していた。1539年、この地域は再び、タウングー王朝のタビンシュエーティー王により併合され、ビルマ人が支配した。タウングー王朝は、1539年から1599年の間と1613年から1634年の間、バゴーを王都とし、繰り返されたシャムの侵攻に対する基地として使用した。主要な港として、町には頻繁にヨーロッパ人が訪れ、壮大な街であると述べた。1634年ビルマ人の首都はアヴァに再度移された。1740年、モン族は反乱を起こし、つかの間の独立を再度勝ち取ったが、1757年にビルマ王アラウンパヤーは、街を略奪し完全に破壊した。
コンバウン王朝のボードーパヤー王（1782年 - 1819年）によってバゴーは再建されたが、その時までに川が進路を変えてしまっていたため、街は海と切り離されていた。そして街が再び以前のような重要拠点になることは無かった。第二次英緬戦争の際に町に居住するモン族はイギリスに協力してコンバウン軍と戦い、戦後1852年に英国はバゴーを併合した。1862年、英国領ビルマが設立し、首都はヤンゴンに移った。

## 観光
- シュエモード・パヤー（パゴダ）
- ヒンタゴン・パヤー
- マハーゼディー・パヤー
- シュエグーガラー・パヤー
- チャイプーン・パヤー

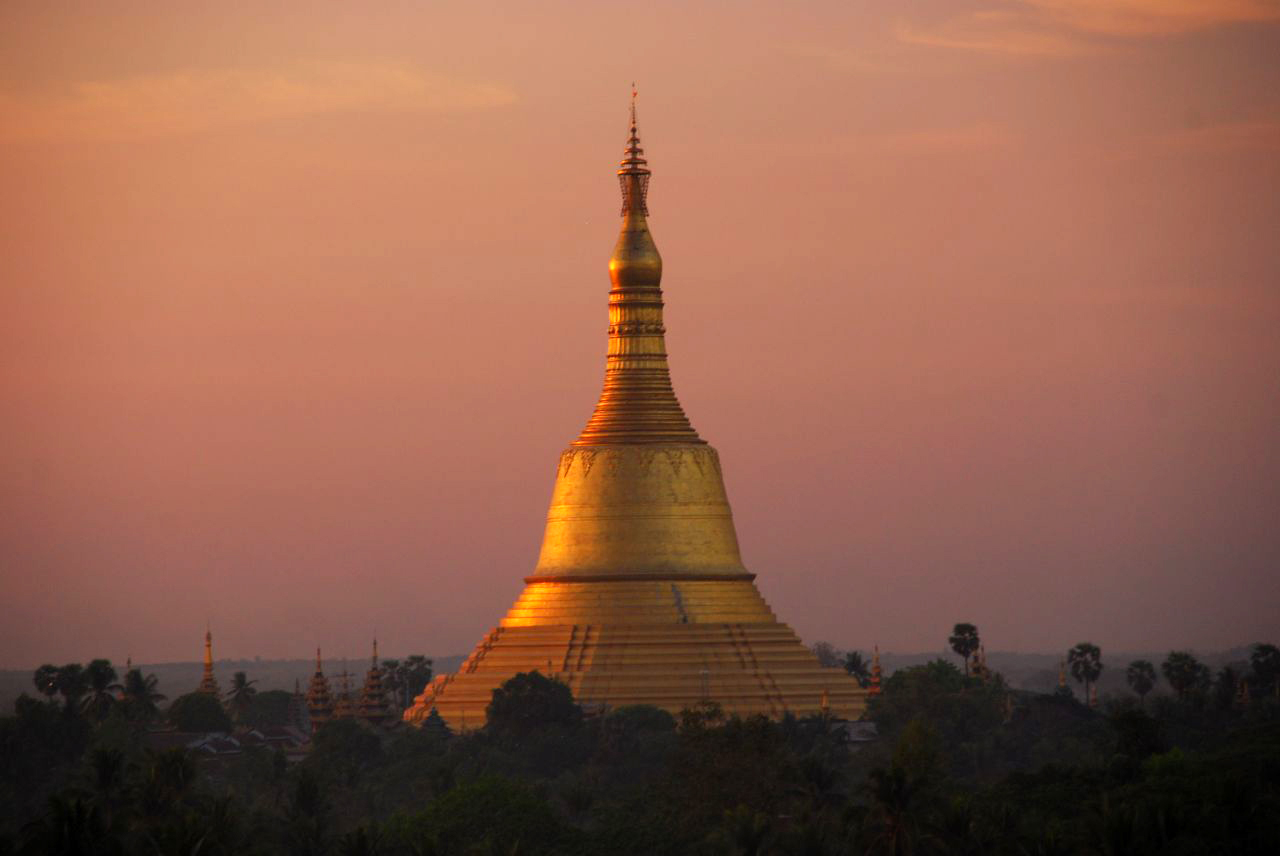
シュエモード・パヤー

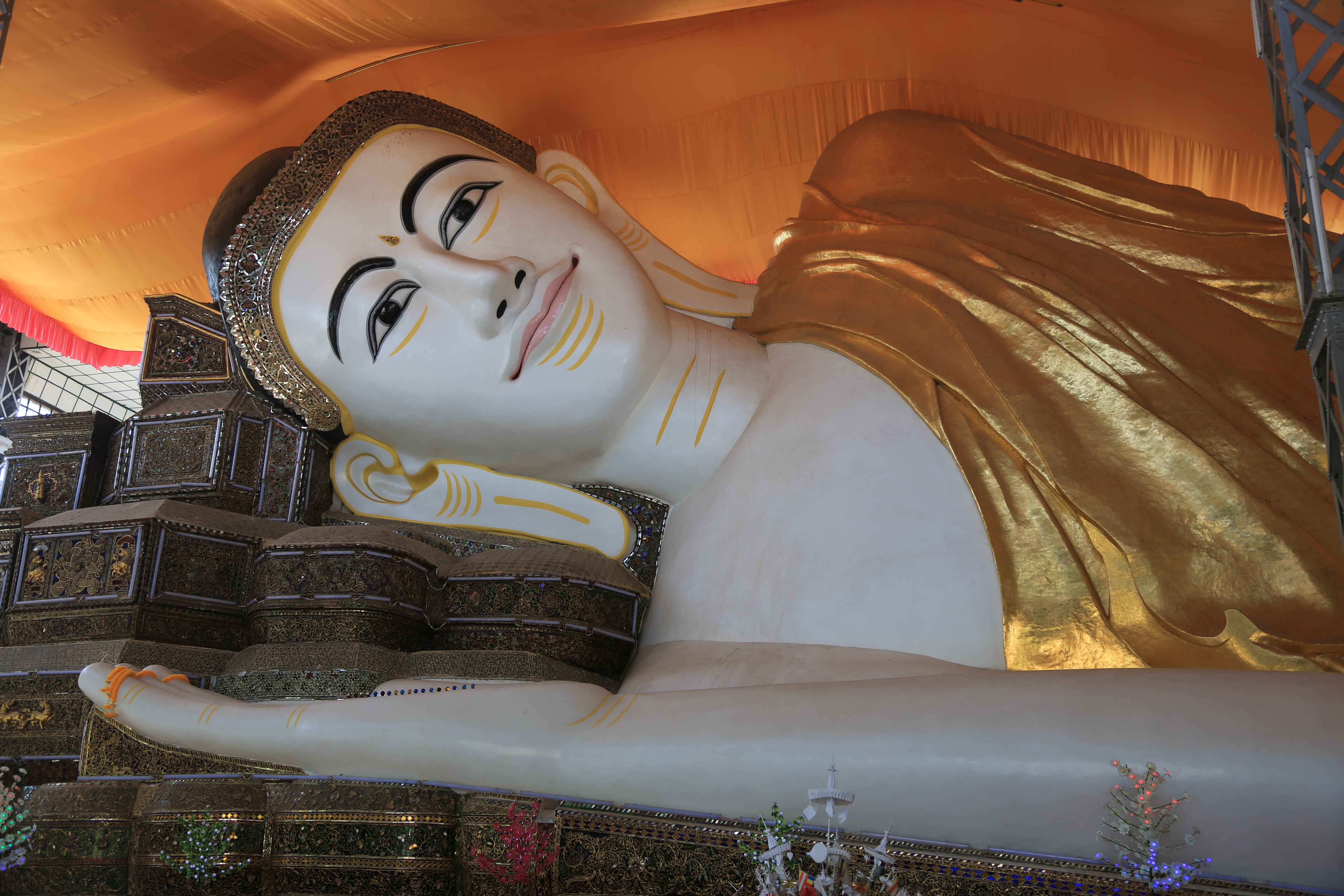
シュエターリャウン寝仏

- シュエターリャウン寝仏（全長55m、高さ16mの巨大な寝仏で、映画「ビルマの竪琴」に登場[3]。）
- チャカッワイン僧院
- 旧王宮（発掘現場、再現王宮、博物館）